# کاموف-۴۰
کاموف کا-۴۰ (به انگلیسی: Kamov Ka-40) یک بالگرد ساختِ کارخانهٔ کاموف است.